# Sawyerville, Illinois
Sawyerville là một làng thuộc quận Macoupin, tiểu bang Illinois, Hoa Kỳ. Năm 2010, dân số của làng này là 279 người.

## Dân số
Dân số qua các năm:
- Năm 2000: 295 người.
- Năm 2010: 279 người.